# Ekmanite
L'ekmanite è una varietà di stilpnomelano ricca di manganese. Precedentemente al 1954 era considerata una specie minerale distinta.